# Экспрессионизм (музыка)
Экспрессионизм в музыке — искания в музыке начала XX века, тогда или позднее соотносившиеся музыкантами или исследователями с экспрессионизмом как общим художественным течением эпохи. Теодор Адорно отмечал, что экспрессионистская музыка сосредоточена на возможно более непосредственном выражении (нем. Unmittelbarkeit des Ausdrucks) содержания человеческой души; Адорно воспроизводит удачный, по его мнению, термин «психограмма», предложенный Альфредом Эйнштейном. В связи с такой постановкой задачи, подчёркивает Адорно, музыка экспрессионизма отказывается от любых традиционных, застывших формальных ограничений.
В наибольшей степени понятие об экспрессионистской музыке связано с творчеством Арнольда Шёнберга и его ближайших сподвижников — Второй венской школы; главным образом, речь идёт об их сочинениях первого и особенно второго десятилетия XX века — до того, как в начале 1920-х гг. Шёнберг разработал новое систематическое учение о музыкальной форме, додекафонию. В 1909—1912 годах были созданы монодрама «Ожидание» и вокальный цикл «Лунный Пьеро» Шёнберга, ряд инструментальных и оркестровых пьес его ученика Антона Веберна; важнейшим вкладом в экспрессионистскую традицию со стороны ещё одного шёнберговского ученика, Альбана Берга, стала его несколько более поздняя опера «Воццек». Шёнберг в этот период вёл интенсивную переписку с одним из столпов экспрессионизма в живописи, Василием Кандинским, и это общение оказало заметное влияние на эстетические идеи композитора. Среди других композиторов 1910-х гг., чья музыка так или иначе примыкала к экспрессионистской тенденции, были Эрнст Кшенек, Пауль Хиндемит, Бела Барток, Игорь Стравинский и Карл Орф.
Экспрессионистская музыка встретила противоречивую реакцию музыкальной общественности и критики. Выразительный пример такой реакции — отзыв ведущего российского музыкального критика В. Г. Каратыгина о творчестве Шёнберга экспрессионистского периода:

Достоевский создал «Записки из подполья». Шёнберг сочиняет музыку из подполья своей странной, удивительной души. Она страшная, эта музыка. Она неотразимо влечёт к себе, своевольная, глубокая, мистическая. Но она страшная. Более страшной музыки не сочинял ещё доныне ни один композитор на свете.